# Denis Theurillat
Denis Theurillat (ur. 21 września 1950 w Epauvillers) – szwajcarski duchowny katolicki, biskup pomocniczy Bazylei w latach 2000–2021.

## Życiorys
Święcenia kapłańskie otrzymał 16 maja 1976. Był wikariuszem w Bassecourt
(1976-1980) i Saint-Imier (1980-1983), a następnie został proboszczem w Malleray-Bévilard (1985-1997). W 1997 otrzymał nominację na wikariusza biskupiego francuskojęzycznej części diecezji Bazylei.

### Episkopat
7 kwietnia 2000 papież Jan Paweł II mianował go biskupem pomocniczym diecezji Bazylea, ze stolicą tytularną Tubulbaca. Sakry biskupiej udzielił mu 22 czerwca 2000 bp Kurt Koch.
8 lutego 2021 papież Franciszek przyjął jego rezygnację z pełnionej funkcji.